# Civitas. Studia z filozofii polityki

## Cele i działalność
Pismo dostarcza syntez i analiz pojęciowych oraz empirycznych. Stanowi płaszczyznę wymiany opinii historycznych oraz abstrakcyjno-modelowych, krytycznych i czysto opisowych, skłaniających do namysłu nad podstawowymi problemami współczesnej polityki. Jest to analiza polityki rozumianej najszerzej, a więc związanej w istotny sposób z zagadnieniem porządku państwowego, prawnego i uwikłanymi weń pojęciami oraz zasadami etycznymi, światopoglądowymi, religijnymi.
Poszczególne numery poświęcone są odrębnym tematom.
Zgodnie z wykazem czasopism naukowych ogłoszonym przez Ministerstwo Nauki i Szkolnictwa Wyższego w 2017 roku, „Civitas. Studia z filozofii polityki” posiada 7 punktów. W latach 2019-2024 autorki i autorzy artykułów opublikowanych w „Civitas (...)" otrzymywali 40 punktów.

## Numery tematyczne
- Nr 1 : Konstytucja
- Nr 2 : Demokracja
- Nr 3 : Państwo a Kościół
- Nr 4 : Sprawiedliwość
- Nr 5 : Wolność i władza
- Nr 6 : Prawo naturalne a prawa człowieka
- Nr 7 : Suwerenność
- Nr 8 : Teologia Polityczna
- Nr 9 : Europa
- Nr 10 : Konstytucja
- Nr 15 : Rewolucja
- Nr 16 : Między głodem a sytością
- Nr 17 : Przemoc
- Nr 18 : Kultura polityczna
- Nr 19 : Gościnność
- Nr 20 : Tajna polityka
- Nr 21: Nowoczesność i płeć
- Nr 22: Kryzys
- Nr 23: Bestiarium
- Nr 24: Filozofia polska: Między lokalnym a uniwersalnym
- Nr 25: Geopolityka, przestrzeń, własność
- Nr 26: Teologie polityczne i kryzys nowoczesności
- Nr 27: Kultura obywatelska
- Nr 28: Demokracja nieliberalna
- Nr 29: Polityczność panteizmu
- Nr 30: Utopie antropocenu
- Nr 31: Afekty – praktyki i dyskursy

## Redakcja „Civitas. Studia z filozofii polityki”
„Civitas” wydawane jest w Warszawie przez grono osób związanych głównie z dwiema placówkami naukowymi: Instytutem Studiów Politycznych Polskiej Akademii Nauk w Warszawie oraz Ośrodkiem Myśli Politycznej w Krakowie.

## Skład osobowy redakcji
Redaktor naczelny Nina Gładziuk, sekretarz redakcji Szymon Bródka.
Zespół: Paweł Kaczorowski, Agnieszka Nogal, Michał Pospiszyl, Łukasz Święcicki, Rafał Wonicki

## Rada Redakcyjna
Ernst-Wolfgang Böckenförde (członek honorowy), Kevin Dunn, Stanisław Filipowicz, Jeffrey Isaac, Micheline Ishay, Helmut Juros, Paweł Kaczorowski, Ryszard Legutko, Bronisław Łagowski, Miłowit Kuniński, Barbara Markiewicz, Justyna Miklaszewska, David Ost, Stacey Philbrick-Yadav, Romuald Piekarski, Czesław Porębski, John Skorupski, Zbigniew Stawrowski, Jerzy Szacki, Maciej Zięba, Tomasz Żyro